# Jaillans
Jaillans [ʒajɑ̃] est une commune française située dans le département de la Drôme, en région Auvergne-Rhône-Alpes.

## Géographie

### Localisation
Jaillans est située à 13 km à l'est de Romans-sur-Isère.

### Climat
Pour des articles plus généraux, voir Climat d'Auvergne-Rhône-Alpes et Climat de la Drôme.
En 2010, le climat de la commune est de type climat méditerranéen altéré, selon une étude du Centre national de la recherche scientifique s'appuyant sur une série de données couvrant la période 1971-2000. En 2020, Météo-France publie une typologie des climats de la France métropolitaine dans laquelle la commune est exposée à un climat de montagne ou de marges de montagne et est dans une zone de transition entre les régions climatiques « Moyenne vallée du Rhône » et « Alpes du nord ».
Pour la période 1971-2000, la température annuelle moyenne est de 12,1 °C, avec une amplitude thermique annuelle de 17,7 °C. Le cumul annuel moyen de précipitations est de 1 001 mm, avec 8,4 jours de précipitations en janvier et 5,8 jours en juillet. Pour la période 1991-2020, la température moyenne annuelle observée sur la station météorologique de Météo-France la plus proche, « Rochefort-Samson_sapc », sur la commune de Rochefort-Samson à 6 km à vol d'oiseau, est de 12,4 °C et le cumul annuel moyen de précipitations est de 1 024,4 mm,. Pour l'avenir, les paramètres climatiques de la commune estimés pour 2050 selon différents scénarios d'émission de gaz à effet de serre sont consultables sur un site dédié publié par Météo-France en novembre 2022.

### Voies de communication et transports
La partie septentrionale du territoire communal est longé par l'ancienne route nationale 531 devenue RD531 et qui relie Bourg-de-Péage à Grenoble et l'autoroute A49 qui relie Valence à Grenoble.

## Urbanisme

### Typologie
Au 1er janvier 2024, Jaillans est catégorisée bourg rural, selon la nouvelle grille communale de densité à 7 niveaux définie par l'Insee en 2022.
Elle est située hors unité urbaine. Par ailleurs la commune fait partie de l'aire d'attraction de Romans-sur-Isère, dont elle est une commune de la couronne,. Cette aire, qui regroupe 30 communes, est catégorisée dans les aires de 50 000 à moins de 200 000 habitants,.

### Occupation des sols
L'occupation des sols de la commune, telle qu'elle ressort de la base de données européenne d’occupation biophysique des sols Corine Land Cover (CLC), est marquée par l'importance des territoires agricoles (81,1 % en 2018), en diminution par rapport à 1990 (85,5 %). La répartition détaillée en 2018 est la suivante :
terres arables (37,2 %), zones agricoles hétérogènes (27,8 %), forêts (14,5 %), prairies (13,3 %), zones urbanisées (4,4 %), cultures permanentes (2,8 %). L'évolution de l’occupation des sols de la commune et de ses infrastructures peut être observée sur les différentes représentations cartographiques du territoire : la carte de Cassini (XVIIIe siècle), la carte d'état-major (1820-1866) et les cartes ou photos aériennes de l'IGN pour la période actuelle (1950 à aujourd'hui).

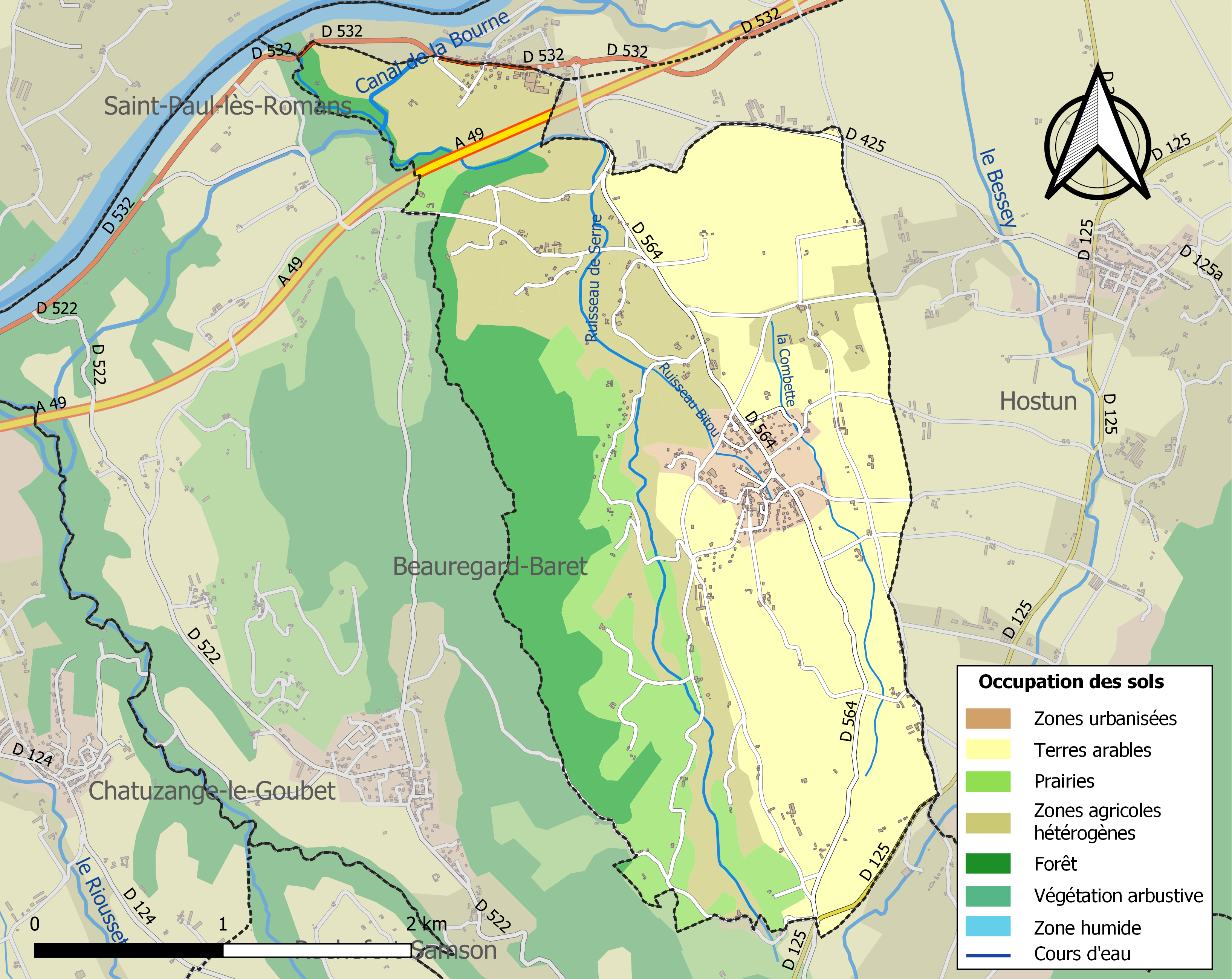
Carte des infrastructures et de l'occupation des sols de la commune en 2018 (CLC).

## Toponymie

### Attestations
Dictionnaire topographique du département de la Drôme :
- 1118 : mention de l'église : Ecclesia Sancte Marie de Jalianis (archives des Bouches-du-Rhône, mss. de Chantelou) ;
- 1152 : mention de l'église : Ecclesia Sancte Marie de Jalliano (archives des Bouches-du-Rhône, mss. de Chantelou) ;
- 1204 : mention de l'église : Sancta Maria de Jallanis (archives des Bouches-du-Rhône, mss. de Chantelou) ;
- 1236 : Jaillans (cartulaire de Léoncel, 123) ;
- 1240 : Jailhas (cartulaire de Romans; 370) ;
- 1240 : mention du prieuré : Claustrum de Jaillas (cartulaire de Romans, 370) ;
- 1251 : Jallas (cartulaire de Léoncel, 159) ;
- 1280 : Jallians (cartulaire de Léoncel, 247) ;
- XIVe siècle : mention du prieuré : Prioratus de Jalhanis (pouillé de Valence) ;
- 1406 : mention de la paroisse : Cura Nostre Domine de Jaillanis (archives de la Drôme, E 2140) ;
- 1459 : Dominus de Jailhanis (archives de la Drôme, E 2140) ;
- 1640 : mention de la paroisse : Cura Jalhanis (rôle de décimes) ;
- 1670 : Jalhians et Jallians (terrier de Crispalot) ;
- 1891 : Jaillans, village, section et paroisse de la commune de Beauregard.

## Histoire

### Du Moyen Âge à la Révolution
Avant 1790, Jaillans était une paroisse de la communauté de Beauregard et du diocèse de Valence dont l'église, dédiée à la sainte Vierge, était celle d'un prieuré de bénédictins, qui, dépendant tout d'abord de l'abbaye de Montmajour, fut ensuite sécularisé.

### De la Révolution à nos jours
1792 : la paroisse de Jaillans est réunie en celles de Beauregard et de Meymans pour former la commune de Beauregard[réf. nécessaire].
1920 : cette commune devient celle de Beauregard-Baret[réf. nécessaire].
1950 : Jaillans devient une commune à part entière[réf. nécessaire].

## Politique et administration

### Liste des maires
| Période                                  | Période   | Identité          | Étiquette | Qualité |
| ---------------------------------------- | --------- | ----------------- | --------- | ------- |
| Les données manquantes sont à compléter. |           |                   |           |         |
| 1965                                     | mars 2008 | Henri Maret       |           |         |
| Mars 2008                                | Mars 2020 | Isabelle Robert   | DVD       | Cadre   |
| mars 2020                                | En cours  | Jean-Noël Fournat |           |         |

### Politique environnementale

#### Espaces verts et fleurissement
En 2014, la commune obtient le niveau « deux fleurs » au concours des villes et villages fleuris pour la septième année consécutive.

## Population et société

### Démographie
L'évolution du nombre d'habitants est connue à travers les recensements de la population effectués dans la commune depuis 1800. Pour les communes de moins de 10 000 habitants, une enquête de recensement portant sur toute la population est réalisée tous les cinq ans, les populations de référence des années intermédiaires étant quant à elles estimées par interpolation ou extrapolation. Pour la commune, le premier recensement exhaustif entrant dans le cadre du nouveau dispositif a été réalisé en 2007.

En 2022, la commune comptait 976 habitants, en évolution de +9,17 % par rapport à 2016 (Drôme : +2,64 %, France hors Mayotte : +2,11 %).
| 1800 | 1954 | 1962 | 1968 | 1975 | 1982 | 1990 | 2006 | 2007 |
| ---- | ---- | ---- | ---- | ---- | ---- | ---- | ---- | ---- |
| 250  | 395  | 373  | 369  | 368  | 417  | 520  | 741  | 761  |

| 2012 | 2017 | 2022 | - | - | - | - | - | - |
| ---- | ---- | ---- | - | - | - | - | - | - |
| 881  | 892  | 976  | - | - | - | - | - | - |

### Enseignement
La commune est rattachée à l'académie de Grenoble.

### Manifestations culturelles et festivités
Fête : le 15 août.

### Médias
La commune est située sur l'aire de diffusion de Ici Drôme Ardèche, une radio publique également diffusée sur tout le territoire du département de la Drome et de l'Ardèche.

## Économie
En 1992 : céréales, fruits, élevage.

## Culture locale et patrimoine

### Lieux et monuments

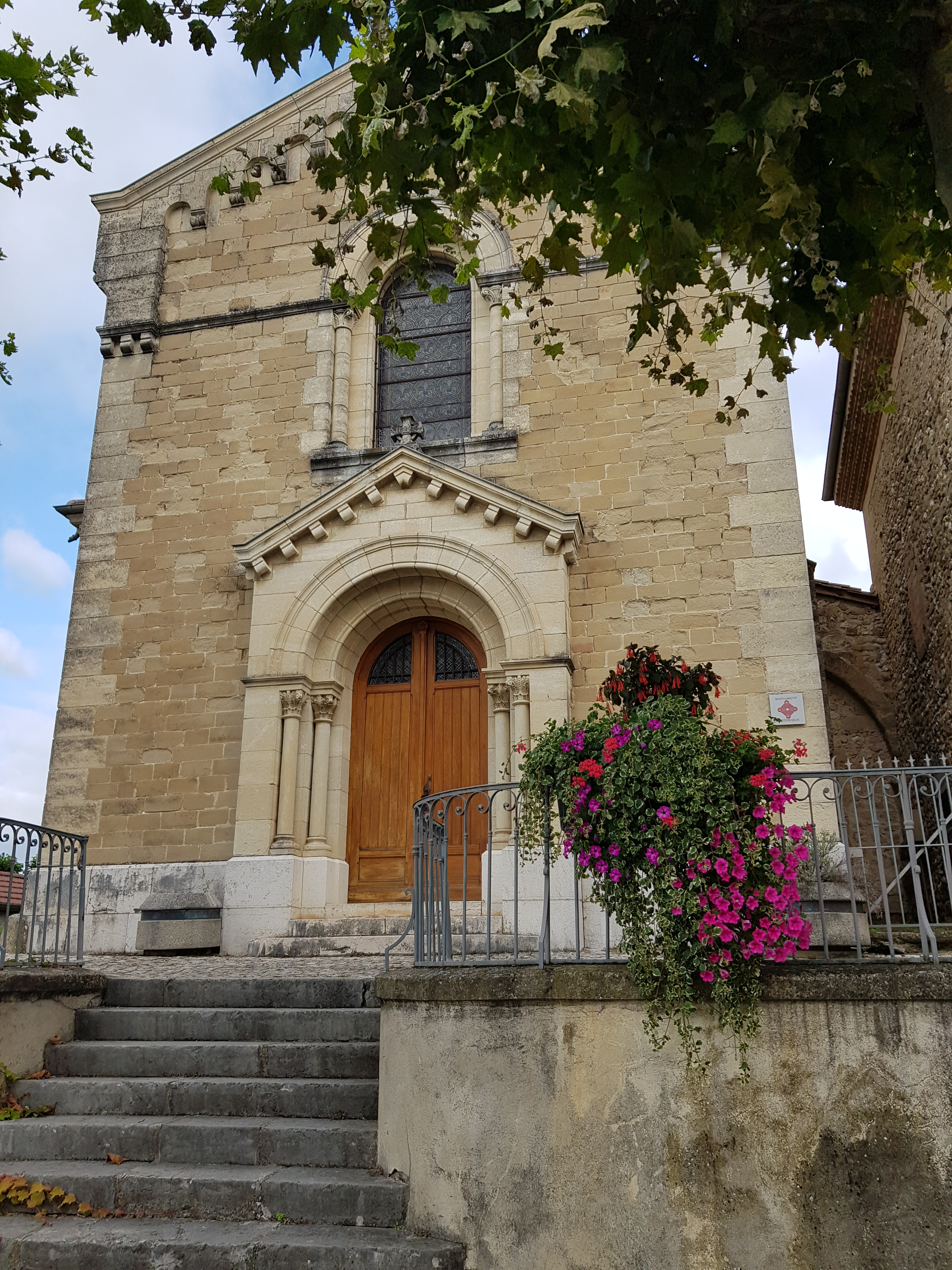
Église Sainte-Marie à Jaillans.

- Église (IMH), ancien prieuré du XIe siècle sur des fondations plus anciennes : banc des catéchumènes, chapiteaux sculptés[20].
  - Église Sainte-Marie de Jaillans du XVIe siècle inscrite Monument historique[21].
- Maisons anciennes[20].

### Patrimoine naturel
- Vues sur les falaises du Vercors[20].

### Héraldique, logotype et devise
|  | Jaillans possède des armoiries dont l'origine et le blasonnement exact ne sont pas disponibles. |